# Бойд (Вісконсин)
Бойд (англ. Boyd) — селище (англ. village) в США, в окрузі Чиппева штату Вісконсин. Населення — 605 осіб (2020).

## Географія
Бойд розташований за координатами 44°57′12″ пн. ш. 91°2′23″ зх. д. / 44.95333° пн. ш. 91.03972° зх. д. (44.953276, -91.039795).  За даними Бюро перепису населення США в 2010 році селище мало площу 4,80 км², уся площа — суходіл.

## Демографія
Згідно з переписом 2010 року, у селищі мешкали 552 особи в 237 домогосподарствах у складі 150 родин. Густота населення становила 115 осіб/км².  Було 253 помешкання (53/км²).
Расовий склад населення:
| - 97,8 % — білих - 0,4 % — корінних американців - 0,4 % — чорних або афроамериканців - 0,2 % — азіатів |

До двох чи більше рас належало 1,1 %. Частка іспаномовних становила 0,7 % від усіх жителів.
За віковим діапазоном населення розподілялося таким чином: 22,1 % — особи молодші 18 років, 59,4 % — особи у віці 18—64 років, 18,5 % — особи у віці 65 років та старші. Медіана віку мешканця становила 40,7 року. На 100 осіб жіночої статі у селищі припадало 100,0 чоловіків;  на 100 жінок у віці від 18 років та старших — 100,9 чоловіків також старших 18 років.
Середній дохід на одне домашнє господарство  становив 56 984 долари США (медіана — 50 893), а середній дохід на одну сім'ю — 64 105 доларів (медіана — 62 031). За межею бідності перебувало 7,6 % осіб, у тому числі 9,6 % дітей у віці до 18 років та 6,3 % осіб у віці 65 років та старших.
Цивільне працевлаштоване населення становило 325 осіб. Основні галузі зайнятості: виробництво — 24,6 %, освіта, охорона здоров'я та соціальна допомога — 24,0 %, фінанси, страхування та нерухомість — 9,2 %, роздрібна торгівля — 7,4 %.